# Até que a Sbórnia Nos Separe
Até que a Sbórnia Nos Separe é um filme de animação brasileiro de 2013, dirigido por Otto Guerra e Ennio Torresan, baseado na comédia musical "Tangos & Tragédias", apresentado no palco desde 1984. Os criadores da peça, Nico Nicolaiewsky e Hique Gomez, são creditados para a voz de alguns personagens do filme e a trilha sonora.
O filme levou quase 10 anos para ser concluído e inicialmente se chamaria Fuga em Ré Menor para Kraunus e Pletskaya.

## Elenco
- Hique Gomez
- Nico Nicolaiewsky
- Otto Guerra
- André Abujamra
- Arlete Salles
- Fernanda Takai

## Música
O compositor André Abujamra usou as canções "Copérnico", "Desgrazzio ma non troppo", "Epitáfio" e "Aquarela da Sbórnia" para a peça "Tangos & Tragédias", em que o filme foi baseado. Duas outras canções fizeram parte da trilha sonora: "Trevo de Quatro Folhas", de Nilo Sérgio, Mort Dixon, Harry Woods e "Rosa", de Pixinguinha e Otávio de Souza.